# Absolute
Absolute est un groupe de heavy metal et de fusion français, originaire d'Épinay-sur-Seine. Le groupe recense au total deux albums studio, deux EP, et un single.

## Biographie
Absolute est formé en 1998, Épinay-sur-Seine, en Seine-Saint-Denis, de la fusion des groupes Noisy Underground et Zork. En 2000, le groupe enregistre un EP de cinq titres, intitulé Zion, enregistré et mixé dans son propre local de répétition. L'album est bien accueilli par la presse spécialisée, et le 23 mai de la même année, Absolute joue sur la scène de l'Élysée Montmartre avec Watcha, Pleymo, et Anonymus. Le titre Mashuptaracedeworker est diffusé sur des radios indépendantes ainsi que sur Le Mouv' en 2000 et 2001.
Fin 2001, le groupe est pré-sélectionné pour les découvertes du Printemps de Bourges 2002, où ils remporteront, en avril, le prix Talent disque du Printemps de Bourges, et de la Fnac. Le mois suivant ils enregistrent l'album Bâillonnés (toujours dans leur local de répétition puis mixé et masterisé en juillet au Studio Belleville). L'album sort le 21 octobre 2002 dans toute la France. Le Mouv’ et Rock Sound en sont partenaires médias, le single éponyme de l'album est en playlist sur Le Mouv’, ainsi que sur la plupart des radios Ferarock. L'album est bien accueilli par des médias tels que Les Éternels. MCM fait une interview du groupe pour la sortie de l'album[réf. nécessaire]. Absolute figure sur la compilation Frenchcore2 avec le titre Mashuptaracedeworker. Au même moment, le groupe entame une tournée à travers toute la France et la Belgique. En 2003, le groupe participe au Concert pour la paix à l'Ile-des-Vannes. À partir de novembre 2003, Absolute tourne avec Freedom For King Kong (et également Wünjo sur quelques dates). Fin 2003, ils tournent le clip Bâillonnés (réalisé par Julien Baillargeon) qui sera diffusé sur MCM et Zik'.
En novembre 2005, le groupe reprend quelques concerts, puis se lancent dans l'enregistrement d'un nouvel album. Ils participent ensuite au concert du Nouveau Casino le 26 avril 2006 aux côtés de Body Fluids et Unswabbed.

## Membres

### Membres actuels
- George ou Mr. G – chant
- Oz – chant, percussions, saxophone
- DJ Konic – DJing, chant
- Bamby – basse
- Dr. Vince – clavier, chœur
- Blond'1 – guitare
- Elvis – batterie

### Anciens membres
- Nico – guitare
- Jeh – batterie
- Morgan – batterie
- Ben – batterie
- Lgwn – guitare
- Guizz – guitare

## Discographie

### Albums studio
- 2002 : Bâillonnés
- 2009 : Fulgurotongue

### EP
- 2000 : Zion (EP)
- 2002 : Bâillonnés (single)
- 2009 : Fulgurotongue (EP)